# Götsjötjärnarna
Götsjötjärnarna är den södra av de båda sjöna med detta namn, belägna öster om Götsjön i Hagfors kommun i Värmland och ingår i Göta älvs huvudavrinningsområde. 